# 에드워드 프레스콧
에드워드 프레스콧(Edward C. Prescott,  1940년 12월 26일 ~ 2022년 11월 6일)은 미국의 경제학자이다. 애리조나 주립대학교 교수로 재직중이다. 2004년 노벨 경제학상을 수상했다.